# 杉山育美
杉山 育美（すぎやま いくみ、1978年12月27日 - ）は、日本の女性声優。青森県出身。

## 人物
学生時代のクラスメートの一言で役者を目指した。
81プロデュースに所属していた。
趣味・好きな事は睡眠、散歩。

## 出演作品

### テレビアニメ
2002年
- ロックマンエグゼ（ハット）
- わがまま☆フェアリー ミルモでポン!（2002年 - 2005年、ジロー、おばはん、相手選手） - 4シリーズ

2003年
- D.C. 〜ダ・カーポ〜（おばさん）

2004年
- ゾイドフューザーズ（おばさん）

2006年
- きらりん☆レボリューション（女子バスケ部）
- 銀魂（2006年 - 2011年、婦長、主婦、ホステスA、ウェイトレス、毒島、池沢、ヒロくんのお母さん / 虚無 他）
- ぜんまいざむらい（文太母、雌虎）
- NARUTO -ナルト-（アカデミーの生徒）

2007年
- 風のスティグマ（少年）
- D.Gray-man（女性）
- 東京魔人學園剣風帖 龖（後輩B、弓道部員B）
- ロミオ×ジュリエット（女性、老婆）
- ケロロ軍曹（おばさん）
- シゴフミ（親戚）
- スケアクロウマン（農夫の妻）
- シャングリ・ラ（女官B）

### 劇場アニメ
- いぬかみっ! THE MOVIE 特命霊的捜査官・仮名史郎っ!（2007年、奥さん）
- ベクシル 2077日本鎖国（2007年）

### Webアニメ
- Moon Boon 三日月島のモーとブー（2008年、ステレヨ）

### ゲーム
- NARUTO -ナルト- 疾風伝 ナルティメットアクセル（2007年、木ノ葉下忍）
- 絶対可憐チルドレンDS 第4のチルドレン（2008年、普通の人々A）

### 吹き替え

#### アニメ
- きかんしゃトーマス（トップハム・ハット卿夫人）※テレビ東京版
  - トーマスをすくえ!! ミステリーマウンテン（トップハム・ハット卿夫人、ジェニー・パッカード）
- ミュータント タートルズ（エンジェルの祖母）